# 腎癌
腎癌（英語：Kidney cancer or renal cancer）是一種由腎臟細胞癌變引發的癌症。
兩種最普遍的腎癌分別是腎細胞癌（renal cell carcinoma, 縮寫爲RCC）和發於腎盂的移行細胞癌（transitional cell carcinoma, 縮寫爲TCC）。這兩種癌症的名字顯示了相應癌變發生的部位。
種類不同的腎癌，其發病機理也不同，每種腎癌產生的長期效應也不相同。另外，治療腎癌需要對癌症進行癌症分期，並根據分期結果進行相應治療。80%的早期腎癌都是腎細胞癌，而發於腎盂的移行細胞癌又佔了其餘20%中的大部分
。
美國腎癌患者的五年生存率爲73%。

## 種類

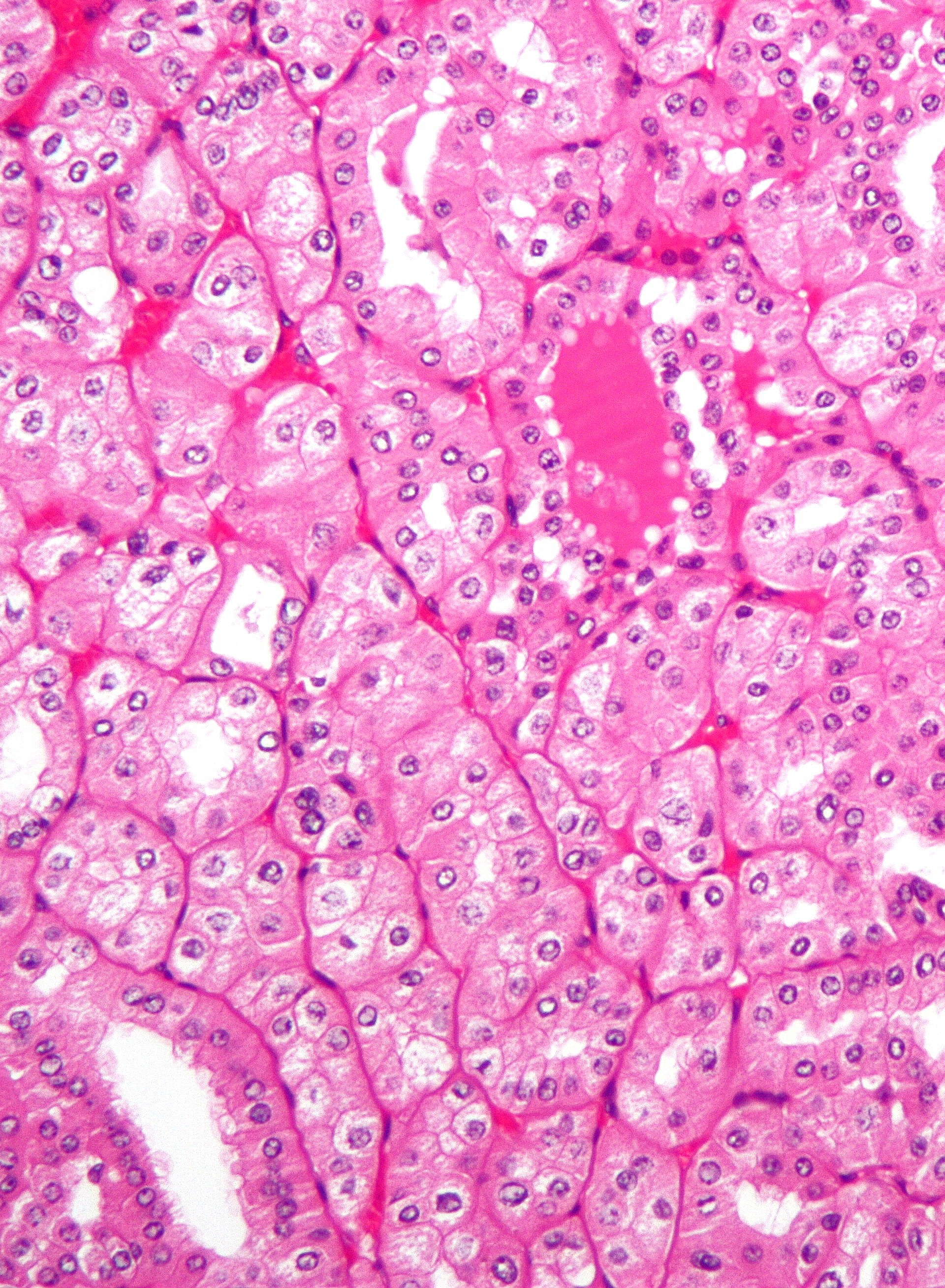
顯微鏡下觀察到的一種腎臟癌變（嫌色細胞爲腎細胞癌，它們是嗜酸瘤細胞的變種）。這種癌變很難和一種腎部的良性腫瘤腎嗜酸細胞瘤相區分（圖中組織採用蘇木精-伊紅染色法染色）

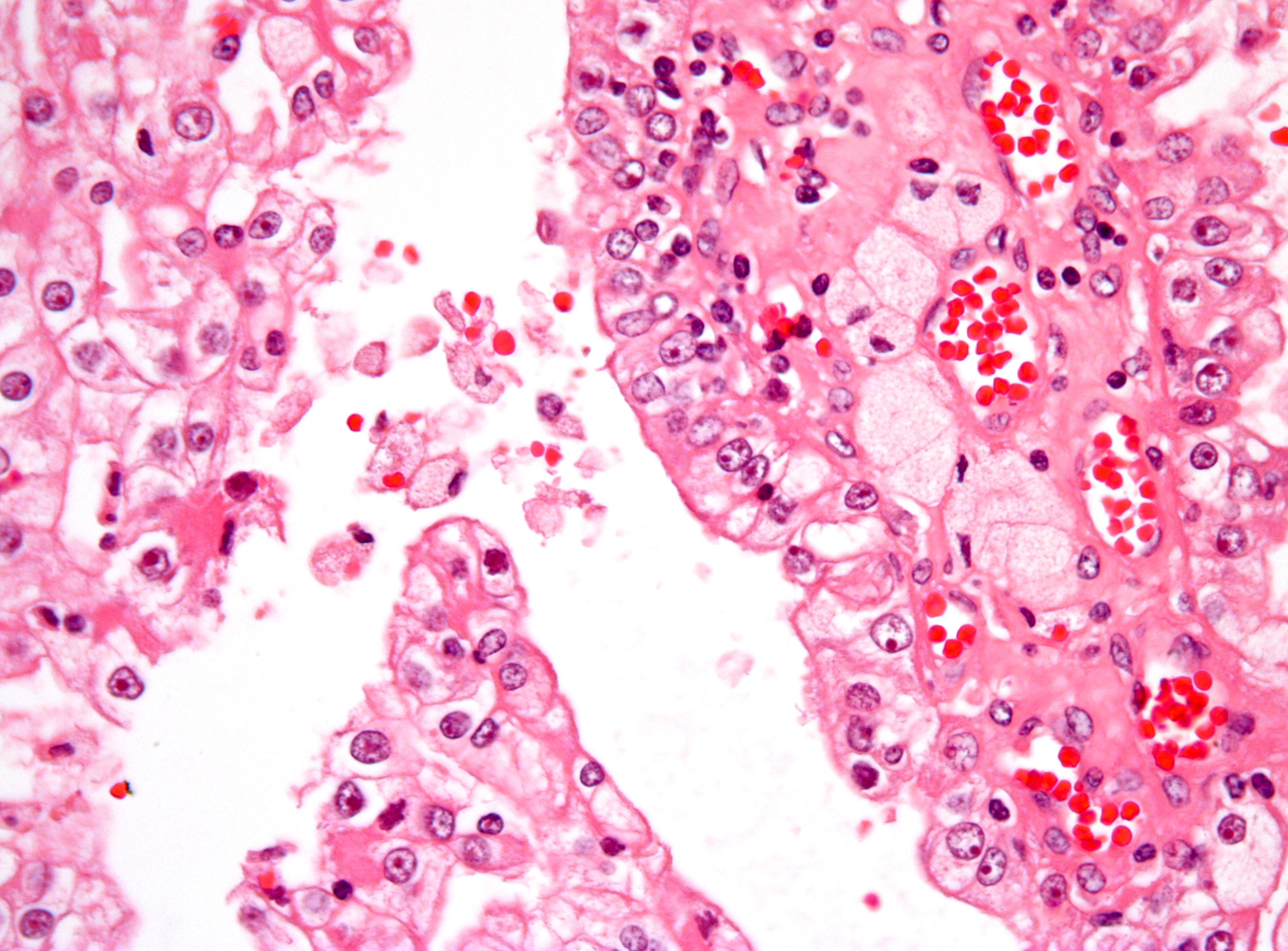
顯微鏡下觀察到的乳頭狀腎細胞癌，圖中組織採用蘇木精-伊紅染色法染色

除了腎細胞癌和腎盂癌，腎癌還有以下一些不常見的類型：
- 鱗狀細胞癌
- 腎小球旁細胞瘤
- 血管平滑肌脂肪瘤
- 貝利尼導管癌
- 腎臟透明細胞肉瘤
- 胚層腎瘤
- 腎母細胞瘤，多見於5歲以下的兒童。
- 混合性上皮間質腫瘤

在某些情況下，某些其他類型的癌症或潛在的癌性腫瘤也可能發於腎臟，它們包括：
- 透明細胞腺癌
- 移行細胞癌
- 翻性乳頭狀瘤
- 腎淋巴瘤

- 畸胎瘤[4]
- 癌肉瘤[5]
- 腎盂癌瘤（英语：Carcinoid tumor）[6]

另外，腎癌還可能是由癌症轉移導致的。

## 徵兆與症狀
腎癌最常見的徵兆或症狀是腹部出現腫塊或血尿。另外，疲倦、胃口差、體重下降、發高燒、大量出汗、腹部出現持續性疼痛都是腎癌的症狀。然而，上述症狀也可能會由其他情況造成，也有人患上腎癌後不會有上述症狀，特別是他患上的腎癌處於早期時。

## 階段

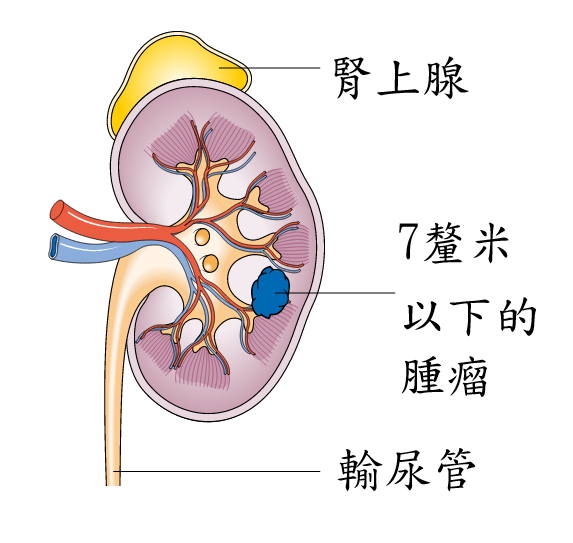
階段1的腎癌
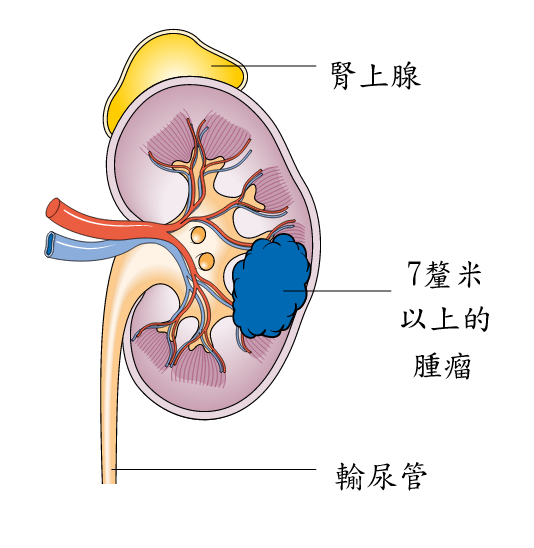
階段2的腎癌
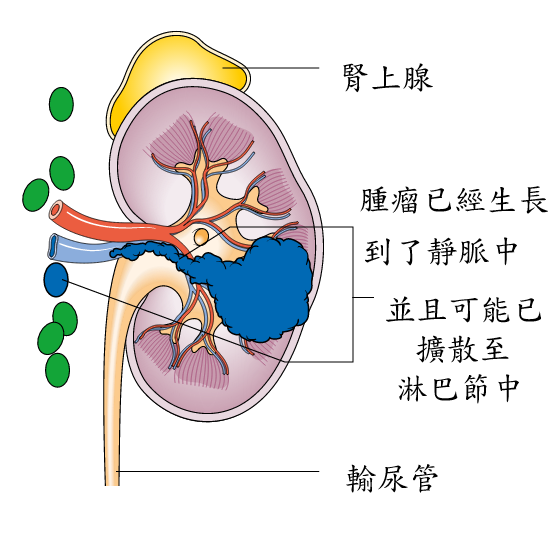
階段3的腎癌
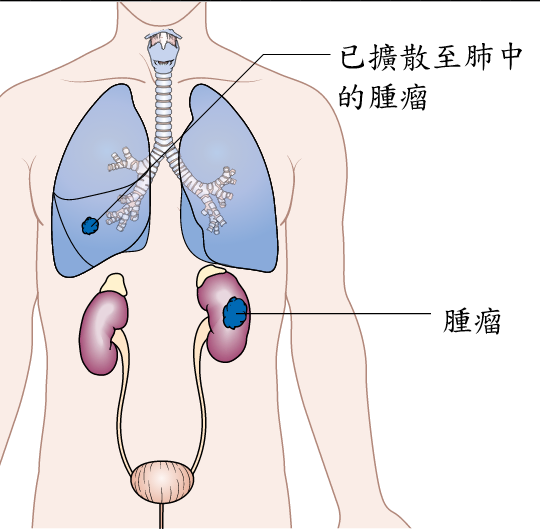
階段4的腎癌

## 誘因
吸菸可以使人罹患腎癌的機率增加一倍，另外，規律性地使用布洛芬和萘普生等非類固醇消炎止痛藥（NSAID）可能會增加51%罹患腎癌的風險，也可能不會。除此之外，肥胖、基因缺陷、家族內有腎癌病史、患有需要進行透析治療的腎病、丙肝感染、以前曾經對睾丸癌或宮頸癌進行過治療這些因素都會增加人罹患腎癌的風險。
另外，腎結石也可能增加人罹患腎癌的風險。科學家還在研究高血壓是否會讓人更容易罹患腎癌。

## 病理生理學
腎癌主要發於兩個位置：腎小管和腎盂。大多數起始於腎小管的癌症都是腎細胞癌或透明細胞癌。大多數起始於腎盂的癌症都是移行細胞癌。

## 治療
對腎癌的治療方法取決於腎癌的類型和所處階段。手術通常是相關治療的主要手段，而且術前術後也不會輔以放療和化療，因爲後兩種治療方式對腎癌不是太有效。

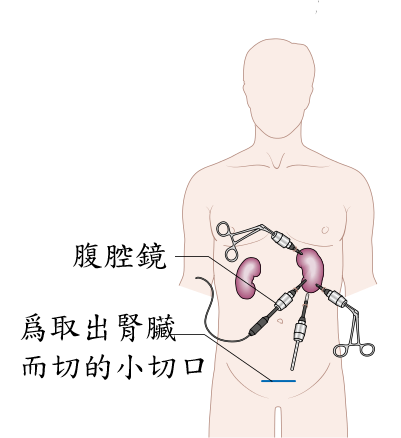
圖爲腹腔鏡腎切除手術示意圖

如果腎癌沒有擴散的話，那麼醫生就能夠通過手術將之切除。有時，這類手術會切掉整個腎臟（切除整個腎臟的手術被稱爲「腎切除術」（Nephrectomy）），不過，一般情況下，醫生只會切除腎癌患者的部分腎臟，即切除病人腎臟的臟腫瘤的生長部位，而保留腎臟的其餘部分。不幸的是，手術不是總能進行的。因爲患者可能因某些情況而無法進行手術，或者他/她體內的癌已經擴散到了其他部位而沒法通過手術完全切除掉。目前，沒有證據表明術後的全身性藥物治療（這種治療的目的是殺滅患者體內可能會有的未知殘餘病竈）這種輔助治療方式能提高腎癌患者術後的生存率。
有些醫生已經在無法進行手術的腎癌患者身上試用了冷療和射頻消融等方法，不過，這些療法目前還沒有成爲治療腎癌的標準方法。其他的療法還有用依維莫司（Everolimus）、馱瑞塞爾（Temsirolimus）、舒尼替尼（Sunitinib）、阿西替尼（Axitinib）等人體中存在的天然物質進行治療的生物治療、以及使用干擾素和白細胞介素-2等物質進行免疫治療。
免疫治療可以使得部分病人的病情得到持久的部分緩解，甚至完全的緩解，儘管這種療法只對10%-15%的病人有效。
而在對腎母細胞瘤（英語：Wilms' tumor，一種多發於孩童，在成人中很罕見的腎癌）的治療中，化療、放療、手術都是常用的方法，具體如何治療則取決於患者體內的癌所處的階段。此處不再討論其他的罕見類型的腎癌。
IMA901，一種對腎細胞癌的治療性疫苗，亦被用於對腎癌（具體來說是腎細胞癌）的治療之中。這種疫苗由多種能在人體腫瘤組織中提取到的腫瘤相關肽（TUMAP）組成。該疫苗能活化患者體內的細胞毒性T細胞，使其對癌細胞進行攻擊。

### 對孩童患上的腎癌的治療
孩童得上的腎癌主要是腎母細胞瘤。這種腫瘤甚至可能在孩童還在母親的子宮中發育時就開始生長了，儘管這種腫瘤直到患兒長到幾歲大時才會造成問題。腎母細胞瘤多發於5歲以下的孩童，但在大一些的孩子或成人中卻很罕見。目前，尚不清楚腎母細胞瘤的起因。腎母細胞瘤的主要症狀是腹部腫脹以及尿血。

## 流行病學
每年，有大約208,500人被確認患上腎癌，低於被確認患上癌症的患者總人數的2%。北美的腎癌患者在所有癌症患者中比例最高，相關比例最低的地區則是亞洲和非洲。

### 美國
美國國立衛生研究院（The United States' NIH）估計在2013年有大約64,770人被確認患上腎癌，13,570人死於腎癌。
美國的腎癌發病率近年來呈上升態勢。這種上升態勢被認爲不是偶然的，不僅僅是由診斷腎癌的方法改變造成。

### 歐洲
歐盟對腎癌發病率的最新估計指出歐盟25國每年有約63,300人患上腎癌。在歐洲，腎癌的比例在所有癌症中佔的比例爲3%。

#### 英國
在英國，每年患上腎癌的人數在所有癌症中排名第八（在2011年，有大約10,100人被確認患上腎癌），因腎癌而死亡的人數則在所有癌症中排名第14（2012年，大約有4,300人死於腎癌）。

## 相關名人
中國末代皇帝愛新覺羅·溥儀即於1967年死於腎癌。

## 外部連結
- .   [2015-06-26]. （原始内容存档于2016-03-29）.
- Clinically reviewed kidney cancer information （页面存档备份，存于） for patients, from Cancer Research UK
- UK kidney cancer statistics from Cancer Research UK
- Cancer.Net: Kidney Cancer （页面存档备份，存于）